# Forn de Rajols del Marcús
El Forn de Rajols del Marcús és una obra d'Arbúcies (Selva) inclosa a l'Inventari del Patrimoni Arquitectònic de Catalunya.

## Descripció
És un antic forn amb dues boques d'entrada de combustible sostingudes per arcs de mig punt fets de rajol, tret de la part frontal que va ser construïda en pedra, ara reformada.
De manera visible, només es veuen les dues cavitats o cambres de foc, la cambra de cocció del forn o anomenada també la graella que es trobaria situada al damunt, no es conserva. Tan aquesta com les dues boques d'entrada de foc foren excavades a la roca del mateix turó.
Actualment, el forn es troba totalment reconstruït i els dos forats o boques del terra, sota els arcs, han estat tapiats amb ciment per evitar cap accident, ja que està situat molt a prop de la casa del Marcús.

## Història
Aquest forn es va fer servir per a la construcció de la nova casa i la masoveria del Marcús a finals del segle xix. Els rajols per a pujar les parets es feien al costat mateix de l'obra, això explica la seva ubicació, a pocs metres dels edificis.